# Philip Kassel
Philip Kassel (Germania, 22 settembre 1876 – Filadelfia, 25 maggio 1959) è stato un ginnasta e multiplista statunitense.

## Carriera
Kassel partecipò ai Giochi olimpici di Saint Louis 1904, dove vinse la medaglia d'oro nella gara di concorso a squadre. Alla stessa Olimpiade giunse undicesimo nel concorso generale individuale, sesto nel triathlon e diciannovesimo nel concorso a tre eventi.

## Palmarès
In carriera ha conseguito i seguenti risultati:
- Giochi olimpici

St. Louis 1904: medaglia d'oro nel concorso a squadre.